# Церква святого Димитрія (Бурдяківці)
Церква святого Дмитрія в Бурдяківцях — парафія і храм греко-католицької громади Борщівського деканату Бучацької єпархії Української греко-католицької церкви в селі Бурдяківці Чортківського району Тернопільської области.

## Історія церкви
Церква святого Димитрія була збудована в 1826 році.
За час служіння отця Ярослава Луцика були засновані братства Тверезості та «Апостольство молитви». Також під його керівництвом біля церкви встановили хрест на честь скасування панщини. Під час епідемії тифу в Бурдяківцях священник та церковне братство виготовили дерев’яний хрест із розп’яттям Ісуса і встановили його на околиці села. Нині на тому місці стоїть невеликий залізний хрест.
У 1946—1957 роках парафія і храм належали до РПЦ. З 1957 по 1965 рік церкву закрила державна влада. З 1965 по 1990 рік парафію обслуговували священники РПЦ із сусідніх сіл. У 1990 році парафія і церква повернулися в лоно УГКЦ.
У 1995 році відбулася Свята Місія, яку проводили отці Василіяни з Кристинопільського монастиря. Вона дала покликання до чернечого життя Марку (Михайлові) Яворському, парафіянину з села Гуштин.
Було збудовано та освячено дві каплиці — у 1996 та 2000 роках.
На честь 2000-ліття Різдва Христового біля церкви побудували дзвіницю.
Розпис церкви виконали місцеві художники Степан Маковський, Марко Николишин та Іван Лесінський. У церкві також є роботи художника Івана Маліновського.
Іконостас, придбаний у селі Лосяч, реставрував майстер з Гуштина Євген Шеляк.
При парафії діють: братство «Апостольство молитви» та Вівтарна дружина.

## Парохи
- о. Іполіт Брилінськиц (до 1990),
- о. Александр Билицький (1900—1902),
- о. Ярослав Луцик (1902—1957),
- о. Микола Подущак (1990-1991),
- о. Михайло Друзик (1991),
- о. Володимир Дутка (1991—1993),
- о. Іван Сабала (1993—1994),
- о. Олег Сушельницький (з 27 листопада 1994).